# Institut Max Planck
Institut Max Planck se nalazi u Berlinu, dok je sjedište uprave Münchenu. Osnovan je 1948. godine i najpoznatiji je njemački istraživački institut u području prirodnih znanosti i tehnologije. Nazvan je tako u počast poznatom nobelovcu i fizičaru Maxu Plancku.
Institut je multidisciplinarnog karaktera s područja eksperimentalne i teorijske fizike, fizike i kemije materijala, organske i fizičke kemije, biokemije, molekularne biologije i medicine, istraživanja mora i okoliša, računarstva i elektronike. 

## Galerija
- Sjedište uprave u Münchenu
- Ulazna vrata München Max Planck društva

## Vanjske poveznice
- Stranice Instituta